# К Квинту Корнифицию
«К Кви́нту Корнифи́цию» — условное название стихотворения римского поэта Гая Валерия Катулла, включённого в состав посмертного сборника («Книги Катулла Веронского») под номером 38. В нём автор обращается к своему другу, поэту Квинту Корнифицию, упрекая за отсутствие слов утешения. Многие антиковеды XIX века полагали, что это одно из предсмертных стихотворений Катулла, умирающего от чахотки, разочарованного в дружбе и любви. Схожее настроение заметно в стихотворении «К Альфену, неверному другу» (№ 30).